# Pallavolo Mondovì 2017-2018
Questa voce raccoglie le informazioni riguardanti la Pallavolo Mondovì nelle competizioni ufficiali della stagione 2017-2018.

## Stagione
Nella stagione 2017-18 la Pallavolo Mondovì assume la denominazione sponsorizzata di LPM BAM Mondovì.
Partecipa per la seconda volta alla Serie A2; chiude la regular season di campionato al terzo posto in classifica, qualificandosi per i play-off promozione: viene eliminata nei quarti di finale dalla Zambelli Orvieto.
Il secondo posto al termine del girone di andata consente al Mondovì di qualificarsi per la Coppa Italia di Serie A2: viene battuta in finale dall'Adolfo Consolini.

## Organigramma societario
Area direttiva
- Presidente: Alessandra Fissolo

Area tecnica
- Allenatore: Davide Delmati
- Allenatore in seconda: Claudio Basso

## Rosa
| N° | Nome                | Ruolo | Data di nascita   | Nazionalità sportiva |
| -- | ------------------- | ----- | ----------------- | -------------------- |
| 1  | Erblira Bici        | O     | 27 giugno 1995    | Albania              |
| 4  | Jessica Rivero      | S     | 15 marzo 1995     | Spagna               |
| 5  | Bianca Mazzotti     | P     | 12 novembre 1998  | Italia               |
| 7  | Viola Tonello       | C     | 3 gennaio 1994    | Italia               |
| 9  | Ilaria Demichelis   | P     | 27 agosto 1987    | Italia               |
| 10 | Giulia Sciolla      | C     | 24 giugno 1996    | Italia               |
| 12 | Federica Biganzoli  | S     | 5 novembre 1987   | Italia               |
| 13 | Angelica Costamagna | S     | 29 marzo 1999     | Italia               |
| 14 | Elena Rolando       | L     | 16 luglio 1999    | Italia               |
| 15 | Sofia Rebora        | C     | 23 febbraio 1993  | Italia               |
| 17 | Silvia Agostino     | L     | 30 settembre 1989 | Italia               |
| 18 | Aurora Camperi      | S     | 23 agosto 1997    | Italia               |

## Mercato
| Acquisti | Acquisti           | Acquisti      | Acquisti   |
| R.       | Nome               | da            | Modalità   |
| -------- | ------------------ | ------------- | ---------- |
| L        | Silvia Agostino    | Marsala       | definitivo |
| S        | Federica Biganzoli | Lilliput      | definitivo |
| P        | Ilaria Demichelis  | Soverato      | definitivo |
| P        | Bianca Mazzotti    | SAB           | definitivo |
| C        | Sofia Rebora       | Trentino Rosa | definitivo |
| S        | Jessica Rivero     | Manisa BB     | definitivo |
| C        | Viola Tonello      | Pesaro        | definitivo |

| Cessioni | Cessioni            | Cessioni        | Cessioni   |
| R.       | Nome                | a               | Modalità   |
| -------- | ------------------- | --------------- | ---------- |
| S        | Bianca Bonelli      | ?               | definitivo |
| C        | Chiara Borgogno     | -               | ritirata   |
| C        | Monica Bruno        | Effe Isernia    | definitivo |
| S        | Federica Cane       | Parella         | definitivo |
| P        | Roberta Carraro     | Trentino Rosa   | definitivo |
| S        | Sofia D'Odorico     | Olimpia Teodora | definitivo |
| S        | Karola Dhimitriadhi | Neruda          | definitivo |
| C        | Chiara Martina      | Got Talent      | definitivo |
| O        | Maria Nomikou       | Olympiakos      | definitivo |
| L        | Celeste Poma        | -               | ritirata   |
| P        | Debora Stomeo       | Lecco Picco     | definitivo |

## Risultati

### Serie A2

#### Girone di andata
| 1ª giornata - 8 ottobre 2017 PalaBellina, Marsala               | Marsala               | 1 - 3 | Mondovì          | 19-25, 25-21, 18-25, 20-25        |
| 2ª giornata - 14 ottobre 2017 PalaManera, Mondovì               | Mondovì               | 3 - 1 | Trentino Rosa    | 17-25, 25-20, 25-23, 25-23        |
| 3ª giornata - 18 ottobre 2017 PalaScoppa, Soverato              | Soverato              | 3 - 0 | Mondovì          | 25-22, 25-23, 25-21               |
| 4ª giornata - 22 ottobre 2017 PalaGeorge, Montichiari           | Millenium Brescia     | 3 - 0 | Mondovì          | 25-15, 30-28, 25-15               |
| 5ª giornata - 28 ottobre 2017 PalaManera, Mondovì               | Mondovì               | 3 - 1 | Chieri '76       | 15-25, 25-23, 25-20, 26-24        |
| 6ª giornata - 1º novembre 2017 Palazzetto dello Sport, Caserta  | VolAlto Caserta       | 3 - 2 | Mondovì          | 18-25, 25-17, 16-25, 29-27, 15-11 |
| 7ª giornata - 5 novembre 2017 PalaCollegno, Collegno            | CUS Torino            | 1 - 3 | Mondovì          | 25-18, 18-25, 23-25, 23-25        |
| 8ª giornata - 12 novembre 2017 PalaManera, Mondovì              | Mondovì               | 3 - 0 | Club Italia      | 25-20, 25-19, 25-19               |
| 9ª giornata - 19 novembre 2017 PalaEvangelisti, Perugia         | Wealth Planet Perugia | 0 - 3 | Mondovì          | 21-25, 19-25, 21-25               |
| 10ª giornata - 26 novembre 2017 PalaManera, Mondovì             | Mondovì               | 3 - 1 | Adolfo Consolini | 25-19, 22-25, 25-12, 25-22        |
| 11ª giornata - 29 novembre 2017 PalaManera, Mondovì             | Mondovì               | 3 - 2 | Olimpia Teodora  | 25-15, 25-17, 19-25, 17-25, 15-12 |
| 12ª giornata - 3 dicembre 2017 PalaCollodi, Montecchio Maggiore | Montecchio Maggiore   | 3 - 2 | Mondovì          | 25-22, 17-25, 25-27, 25-21, 15-13 |
| 14ª giornata - 13 dicembre 2017 Geopalace, Olbia                | Hermaea               | 1 - 3 | Mondovì          | 25-18, 20-25, 22-25, 19-25        |
| 15ª giornata - 17 dicembre 2017 PalaManera, Mondovì             | Mondovì               | 3 - 0 | Due Principati   | 25-17, 25-19, 25-18               |
| 16ª giornata - 26 dicembre 2017 PalaCastagnaretta, Cuneo        | Cuneo Granda          | 1 - 3 | Mondovì          | 25-20, 23-25, 17-25, 22-25        |
| 17ª giornata - 30 dicembre 2017 PalaManera, Mondovì             | Mondovì               | 3 - 0 | Zambelli Orvieto | 27-25, 25-15, 25-21               |

#### Girone di ritorno
| 18ª giornata - 6 gennaio 2018 PalaManera, Mondovì                             | Mondovì          | 3 - 0 | Marsala               | 25-21, 25-17, 25-20               |
| 19ª giornata - 13 gennaio 2018 PalaSanbapolis, Trento                         | Trentino Rosa    | 1 - 3 | Mondovì               | 24-26, 25-14, 16-25, 17-25        |
| 20ª giornata - 17 gennaio 2018 PalaManera, Mondovì                            | Mondovì          | 0 - 3 | Soverato              | 23-25, 16-25, 15-25               |
| 21ª giornata - 21 gennaio 2018 PalaManera, Mondovì                            | Mondovì          | 3 - 1 | Millenium Brescia     | 27-29, 29-27, 25-14, 25-19        |
| 22ª giornata - 28 gennaio 2018 PalaMaddalene, Chieri                          | Chieri '76       | 2 - 3 | Mondovì               | 25-23, 21-25, 26-28, 25-17, 9-15  |
| 23ª giornata - 3 febbraio 2018 PalaManera, Mondovì                            | Mondovì          | 3 - 1 | VolAlto Caserta       | 25-12, 25-21, 20-25, 25-11        |
| 24ª giornata - 11 febbraio 2018 PalaManera, Mondovì                           | Mondovì          | 3 - 0 | CUS Torino            | 27-25, 25-23, 25-23               |
| 25ª giornata - 21 febbraio 2018 Centro Pavesi, Milano                         | Club Italia      | 3 - 2 | Mondovì               | 14-25, 25-15, 27-29, 25-23, 15-10 |
| 26ª giornata - 25 febbraio 2018 PalaManera, Mondovì                           | Mondovì          | 3 - 0 | Wealth Planet Perugia | 25-20, 25-20, 25-22               |
| 27ª giornata - 4 marzo 2018 Palazzetto dello Sport, San Giovanni in Marignano | Adolfo Consolini | 1 - 3 | Mondovì               | 25-15, 13-25, 25-27, 18-25        |
| 28ª giornata - 7 marzo 2018 PalaCosta, Ravenna                                | Olimpia Teodora  | 3 - 2 | Mondovì               | 25-23, 25-21, 18-25, 21-25, 15-11 |
| 29ª giornata - 11 marzo 2018 PalaManera, Mondovì                              | Mondovì          | 1 - 3 | Montecchio Maggiore   | 24-26, 25-13, 18-25, 24-26        |
| 31ª giornata - 21 marzo 2018 PalaManera, Mondovì                              | Mondovì          | 3 - 1 | Hermaea               | 25-18, 25-21, 22-25, 25-16        |
| 32ª giornata - 25 marzo 2018 PalaCapriglia, Pellezzano                        | Due Principati   | 3 - 2 | Mondovì               | 25-23, 23-25, 25-21, 13-25, 15-8  |
| 33ª giornata - 2 aprile 2018 PalaManera, Mondovì                              | Mondovì          | 3 - 2 | Cuneo Granda          | 23-25, 19-25, 25-16, 25-20, 15-5  |
| 34ª giornata - 8 aprile 2018 PalaPapini, Orvieto                              | Zambelli Orvieto | 3 - 1 | Mondovì               | 25-23, 13-25, 25-20, 25-18        |

#### Play-off promozione
| Quarti di finale (gara 1) - 15 aprile 2018 PalaManera, Mondovì | Mondovì          | 3 - 0 | Zambelli Orvieto | 25-18, 25-20, 29-27        |
| Quarti di finale (gara 2) - 18 aprile 2018 PalaPapini, Orvieto | Zambelli Orvieto | 3 - 1 | Mondovì          | 29-27, 23-25, 25-22, 25-16 |
| Quarti di finale (gara 3) - 22 aprile 2018 PalaManera, Mondovì | Mondovì          | 1 - 3 | Zambelli Orvieto | 25-11, 23-25, 22-25, 27-29 |

### Coppa Italia di Serie A2
| Quarti di finale - 24 gennaio 2018 PalaManera, Mondovì | Mondovì          | 3 - 0 | Soverato   | 25-11, 25-18, 25-22               |
| Semifinali - 7 febbraio 2018 PalaManera, Mondovì       | Mondovì          | 3 - 2 | Chieri '76 | 23-25, 25-20, 17-25, 25-13, 15-12 |
| Finale - 18 febbraio 2018 PalaDozza, Bologna           | Adolfo Consolini | 3 - 1 | Mondovì    | 25-23, 24-26, 27-25, 25-18        |

## Statistiche

### Statistiche di squadra
| Competizione             | Punti | In casa | In casa | In casa | In trasferta | In trasferta | In trasferta | Totale | Totale | Totale |
| Competizione             | Punti | G       | V       | P       | G            | V            | P            | G      | V      | P      |
| ------------------------ | ----- | ------- | ------- | ------- | ------------ | ------------ | ------------ | ------ | ------ | ------ |
| Serie A2                 | 68    | 18      | 15      | 3       | 17           | 8            | 9            | 35     | 23     | 12     |
| Coppa Italia di Serie A2 | -     | 2       | 2       | 0       | 0            | 0            | 0            | 2      | 2      | 0      |
| Totale                   | -     | 20      | 17      | 3       | 17           | 8            | 9            | 37     | 25     | 12     |

G = partite giocate; V = partite vinte; P = partite perse

### Statistiche dei giocatori
| Giocatore     | Serie A2 | Serie A2 | Serie A2 | Serie A2 | Serie A2 | Coppa Italia di Serie A2 | Coppa Italia di Serie A2 | Coppa Italia di Serie A2 | Coppa Italia di Serie A2 | Coppa Italia di Serie A2 | Totale | Totale | Totale | Totale | Totale |
| Giocatore     | P        | PT       | AV       | MV       | BV       | P                        | PT                       | AV                       | MV                       | BV                       | P      | PT     | AV     | MV     | BV     |
| ------------- | -------- | -------- | -------- | -------- | -------- | ------------------------ | ------------------------ | ------------------------ | ------------------------ | ------------------------ | ------ | ------ | ------ | ------ | ------ |
| S. Agostino   | 35       | 0        | 0        | 0        | 0        | 3                        | 0                        | 0                        | 0                        | 0                        | 38     | 0      | 0      | 0      | 0      |
| E. Bici       | 35       | 630      | 540      | 47       | 43       | 3                        | 62                       | 54                       | 4                        | 4                        | 38     | 692    | 594    | 51     | 47     |
| F. Biganzoli  | 33       | 354      | 276      | 28       | 50       | 3                        | 30                       | 21                       | 5                        | 4                        | 36     | 384    | 297    | 33     | 54     |
| A. Camperi    | 29       | 100      | 66       | 23       | 11       | 3                        | 3                        | 2                        | 1                        | 0                        | 32     | 103    | 68     | 24     | 11     |
| A. Costamagna | 26       | 2        | 0        | 0        | 2        | 1                        | 0                        | 0                        | 0                        | 0                        | 27     | 2      | 0      | 0      | 2      |
| I. Demichelis | 35       | 77       | 38       | 28       | 11       | 3                        | 4                        | 2                        | 1                        | 1                        | 38     | 81     | 40     | 29     | 12     |
| B. Mazzotti   | 10       | 2        | 1        | 1        | 0        | 1                        | 0                        | 0                        | 0                        | 0                        | 11     | 2      | 1      | 1      | 0      |
| S. Rebora     | 28       | 265      | 166      | 74       | 25       | 3                        | 31                       | 21                       | 4                        | 6                        | 31     | 296    | 187    | 78     | 31     |
| J. Rivero     | 35       | 640      | 537      | 24       | 79       | 3                        | 49                       | 41                       | 3                        | 5                        | 38     | 689    | 578    | 27     | 84     |
| E. Rolando    | 21       | 0        | 0        | 0        | 0        | 2                        | 0                        | 0                        | 0                        | 0                        | 23     | 0      | 0      | 0      | 0      |
| G. Sciolla    | 7        | 10       | 6        | 2        | 2        | 0                        | 0                        | 0                        | 0                        | 0                        | 7      | 10     | 6      | 2      | 2      |
| V. Tonello    | 25       | 242      | 184      | 46       | 12       | 3                        | 37                       | 26                       | 7                        | 4                        | 28     | 279    | 210    | 53     | 16     |

P = presenze; PT = punti totali; AV = attacchi vincenti; MV = muri vincenti; BV = battute vincenti